# زنزلی
زنزلی (به لاتین: Zenzeli) یک منطقهٔ مسکونی در روسیه است که در استان آستراخان واقع شده‌است.